# Lin (Korçë)
Pour les articles homonymes, voir Lin.
Lin (en albanais : Lini, en macédonien : Лин) est un village de l'ancienne municipalité d'Udënisht (en) du comté de Korçë, en Albanie.
Lors de la réforme du gouvernement local de 2015, elle est devenue une partie de la municipalité de Pogradec.

## Géographie

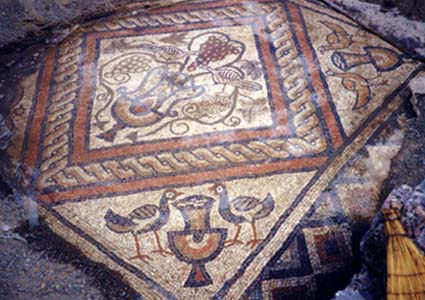
Mosaïques de l'Antiquité tardive trouvées à Lin.

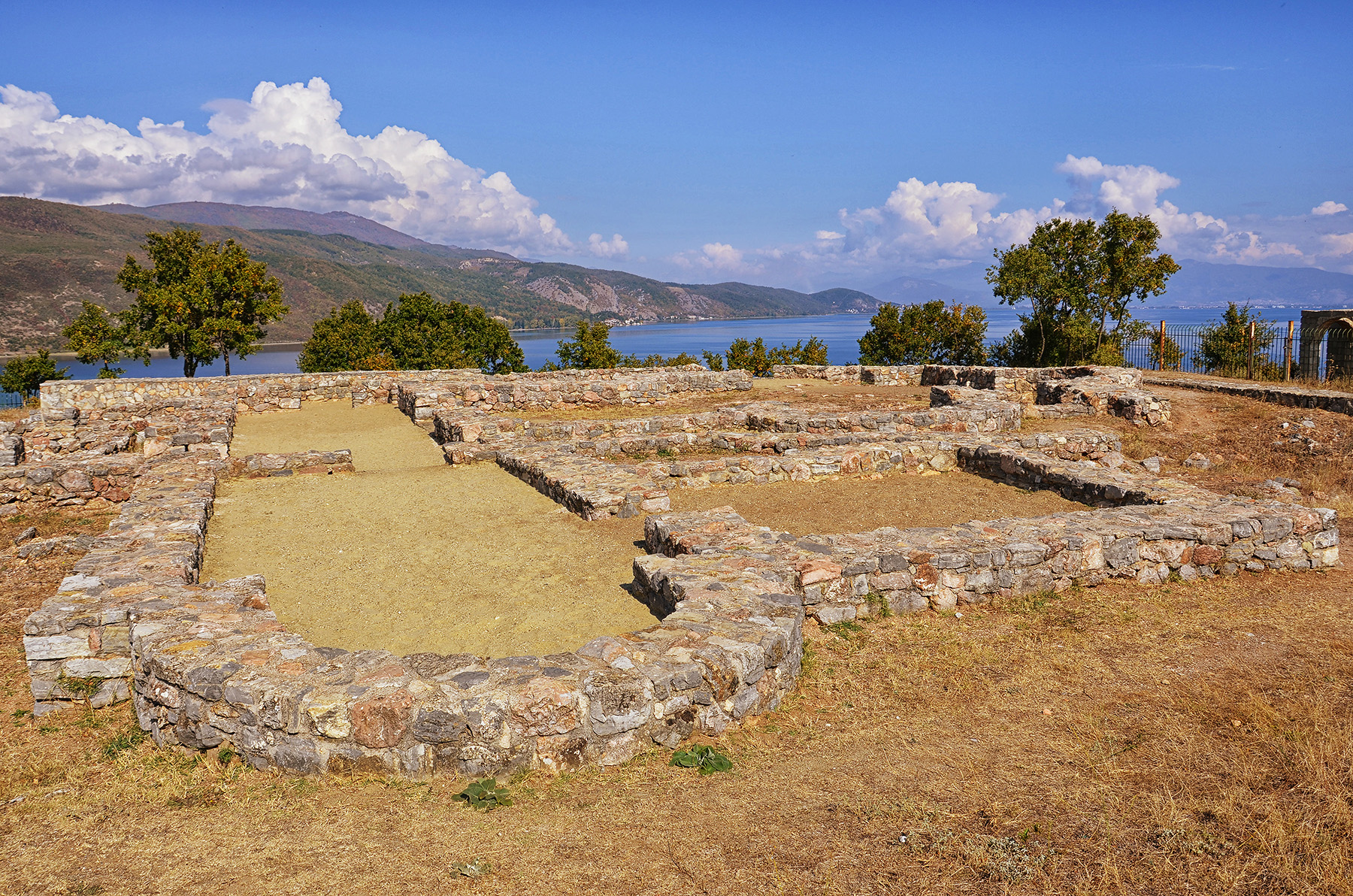
Vestiges de la basilique.

Lin est située sur une petite péninsule du lac d'Ohrid, juste au sud du col de Qafë Thanë, qui est un point de passage frontalier entre l'Albanie et la Macédoine du Nord. Pogradec est à environ 22 kilomètres au sud du village, tandis que Struga est à environ 10 km au nord, le long de la rive du lac. Radožda est le lieu habité le plus proche de l'autre côté de la frontière.

## Histoire
La région de Lin est habitée depuis au moins la Préhistoire. Des découvertes archéologiques indiquent que Lin remonte à 8 500 ans, soit au moins 6 000 av. J.-C. Cela fait de Lin la plus ancienne colonie habitée d'Europe,.

### Basilique
Les découvertes archéologiques du sommet de la colline au-dessus du village actuel comprennent des murs de fondation et des mosaïques d'une église byzantine paléochrétienne, datant du VIe siècle. L'église est un monument culturel de l'Albanie et fait partie du possible site UNESCO du Patrimoine naturel et culturel de la région d'Ohrid,.

## Population
En 1873, le village comptait 65 ménages avec 90 hommes chrétiens orthodoxes bulgares et 62 hommes musulmans. En 1900, le géographe et ethnographe bulgare Vasil Kanchov (en) voyagea à travers la région et rapporta que Lin était un village mixte divisé à parts égales entre 300 chrétiens bulgares et 300 musulmans albanais.
Le dialecte albanais tosque est parlé dans la région. Lin est le seul endroit en Albanie où le dialecte macédonien Vevčani-Radožda est parlé par les Macédoniens. Les trois autres villages dans lesquels ce dialecte est parlé se trouvent en Macédoine du Nord.

## Photos

Vue panoramique sur le lac d'Ohrid et Lin.